# Mallotus hymenophyllus
Mallotus hymenophyllus är en törelväxtart som beskrevs av Airy Shaw. Mallotus hymenophyllus ingår i släktet Mallotus och familjen törelväxter. Inga underarter finns listade i Catalogue of Life.